# Toloriu
Toloriu és un nucli de població del municipi del Pont de Bar, a l'Alt Urgell. Es troba a 1.240 metres d'altitud a la baga del riu Segre en un replà del vessant esquerre del riu. Actualment el poble té 29 habitants. Al poble s'hi pot trobar l'església de Sant Jaume. L'antic castell de Toloriu no es conserva, que amb el de Bar i Aristot vigilaven l'entrada a la Cerdanya.

## Història

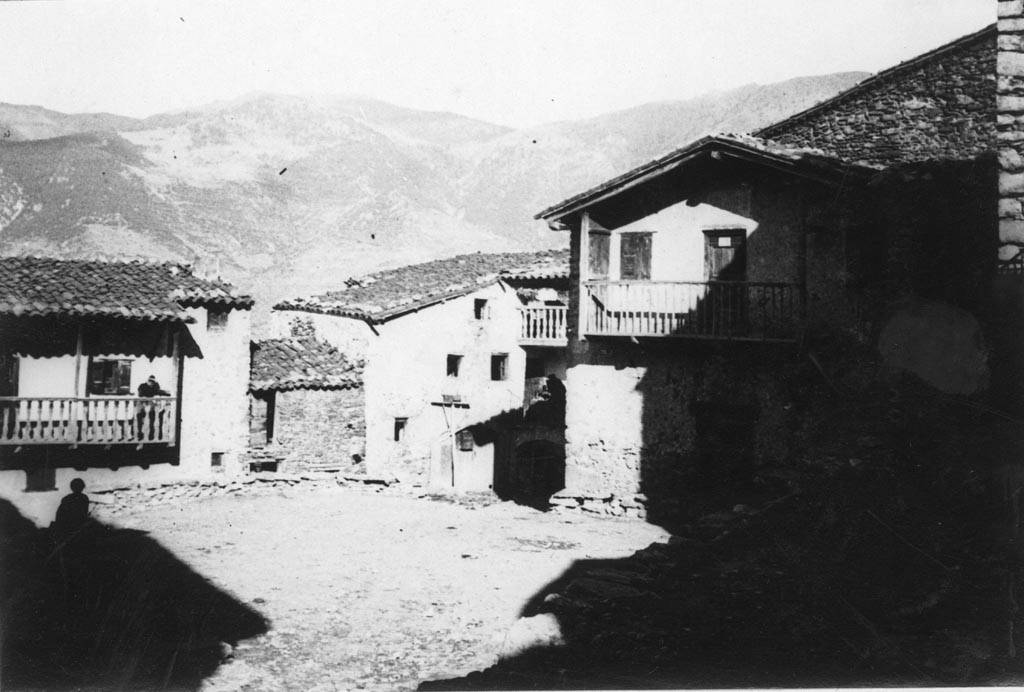
Toloriu entre 1890 i 1923

El baró de Toloriu, Joan de Grau i Ribó, va ser un dels primers conqueridors que va arribar a Tenochtitlán al costat d'Hernán Cortés. Es va casar amb una de les filles de Moctezuma II de nom Xipaguazin Moctezuma, que va ser batejada amb el nom de Maria i que va morir a Toloriu el 10 de gener de 1537.
El 1970 es van unir els termes municipals de Toloriu i Aristot, com a precursor de l'actual municipi del Pont de Bar.